# Mausoleo Faccanoni
Il mausoleo Faccanoni di Sarnico (Bergamo) è un monumento edificato nel 1907 per le famiglie dei fratelli Faccanoni. Il progetto venne commissionato al noto architetto Giuseppe Sommaruga (1867-1917), esponente fra i più affermati dell'eclettismo lombardo.

## Storia
Precedentemente alla costruzione del mausoleo il cimitero di Sarnico era modesto, di forma quadrata, cinto da un muro e dotato di una piccola chiesetta e una camera mortuaria. Era intenzione dei Faccanoni di dare al cimitero locale, nell'occasione della costruzione del loro mausoleo, un aspetto più decoroso soprattutto per quanto riguardava lo sfondo; per questo proposero alle autorità di demolire la piccola chiesa e la camera mortuaria offrendosi di costruire un mausoleo che, oltre alle tombe per le proprie famiglie, contenesse una nuova chiesa, una cappelletta e una camera mortuaria più adatta alla nuova sistemazione. Allo scopo offrirono anche un terreno adiacente al cimitero sul quale erigere la nuova costruzione, in modo da ampliare il cimitero e ricavare anche un'area dedicata alle sepolture dei bambini.

## Descrizione
Così sorse la nuova costruzione, che l'architetto realizzò in forme grandiose e massicce in modo da non perdersi sullo sfondo costituito dalle cave di pietra ricavate nelle montagne. Alle spalle del mausoleo venne piantata un massiccio filare di grossi alberi che rendesse ancora più netto il profilo della costruzione. Nel mausoleo aggiunto all'area del primitivo cimitero si accede attraverso una larga scalinata che porta all'edicola funeraria in cui trovavano posto, all'epoca della costruzione, una cripta capace di 34 colombari e un monumento speciale per la famiglia dei committenti; sopra alla cripta una cappelletta per le funzioni religiose accessibile mediante due scalinate laterali. L'intero mausoleo è raccordato al vecchio cimitero mediante basse costruzioni disposte a esedra: a sinistra una cappelletta per il clero, a destra la nuova camera mortuaria. In seguito i committenti aggiunsero alcuni colombari che vennero ceduti all'amministrazione locale per le sepolture dei morti locali.
Il mausoleo è costruito quasi interamente con materiali prelevati in loco: lo zoccolo è in serizzo della Val Seriana; il monumento in ceppo di Brembate; i piani superiori in pietra Simona e le gradinate in pietra di Sarnico.
Il cancello d'ingresso alla cripta è in bronzo e ferro battuto come i lampadari e le decorazioni interne, disegnate dal Sommaruga stesso. 
La testa del Cristo sopra il monumento della cripta è opera dello scultore Astolfi mentre i putti sulla sommità sono di Ambrogio Pirovano.
Nel mausoleo si trova anche la tomba del generale Alberico Albricci e della moglie. Essi riposano nella parte superiore più imponente di quella inferiore, utilizzata come cripta della famiglia Faccanoni.